# Італійська Швейцарія

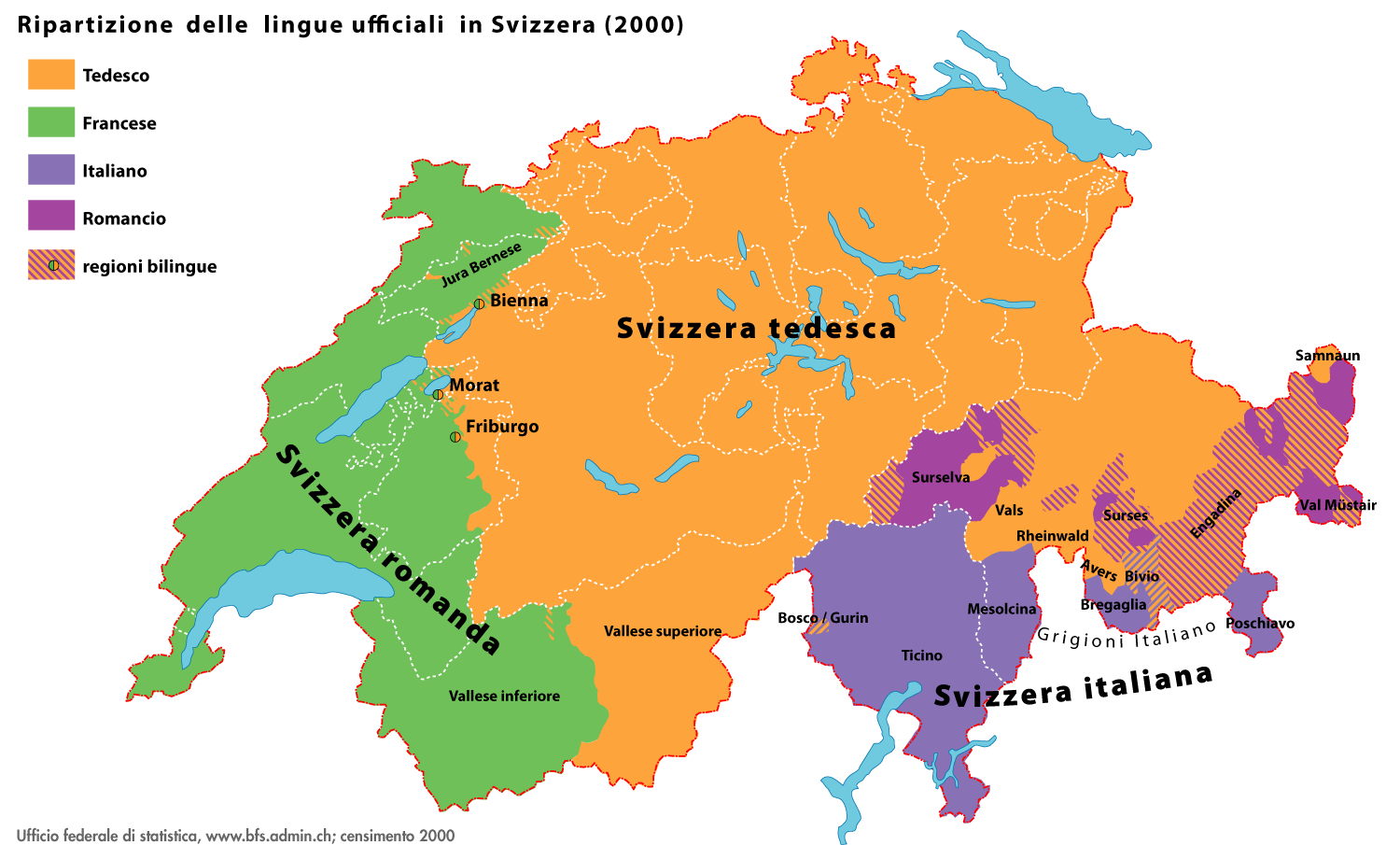
Мовна мапа Швейцарії. Фіолетовим позначено ареал італійської мови

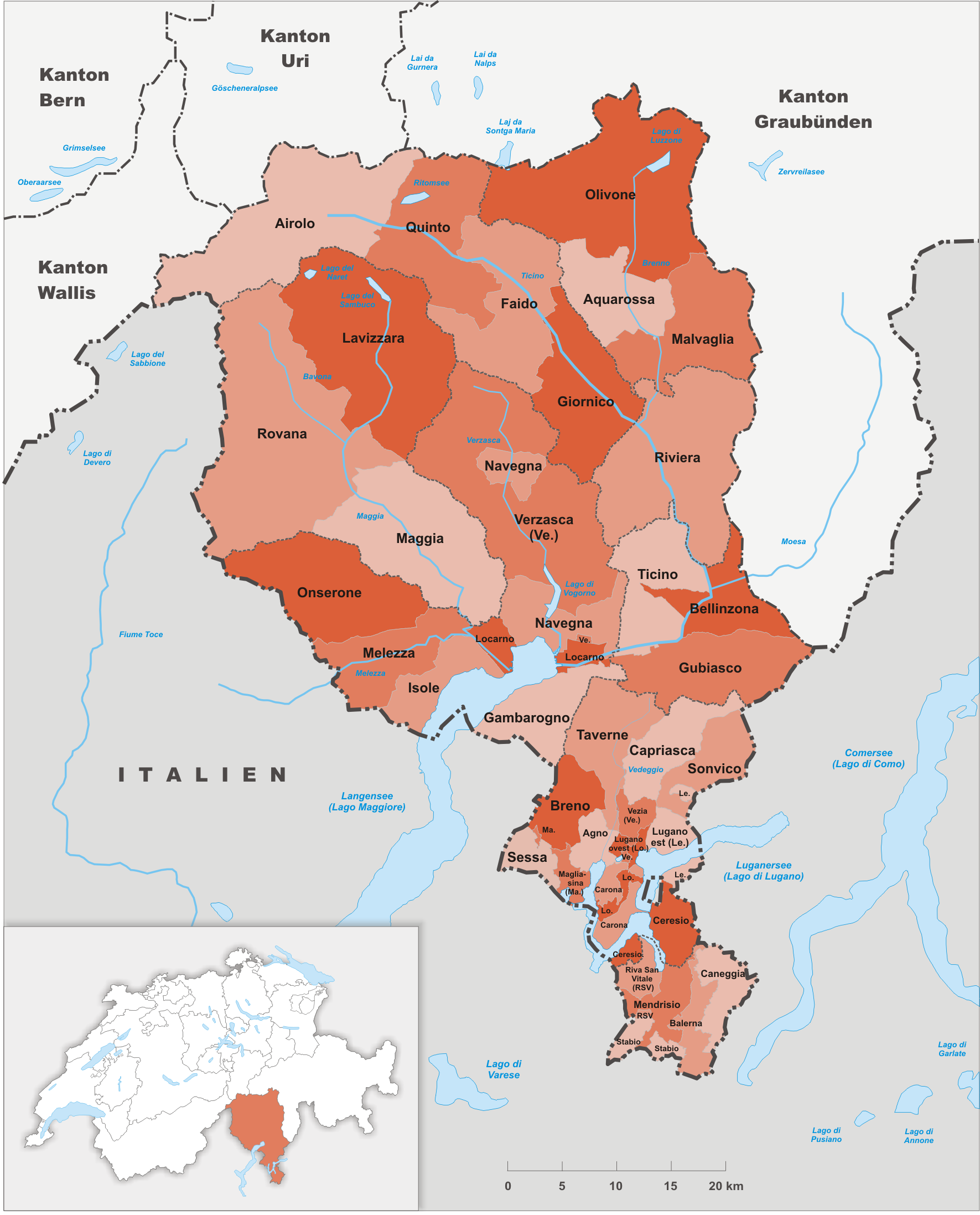
Італійська мова в кантоні Тічино

Італійська Швейцарія або італомовна Швейцарія (італ. Svizzera italiana) — сукупність територій Швейцарії, де поширена та офіційно закріплена італійська мова. Загалом італійською (італомовною) Швейцарією позначають південно-східні регіони Швейцарії з італомовною більшістю на противагу німецькій Швейцарії та Романдії, а також (рідше) ретороманській Швейцарії. Статус італійської мови в Швейцарії закріплений конституційно поряд з німецькою та французькою.
Рідною мовою населення кантону Тічино є не власне літературна італійська мова, а тічинський діалект ломбардської мови, що належить до галло-італійської підгрупи романських мов. Італійська мова Граубюндена має власні відмінні риси, безпосередньо пов'язані з впливом німецькомовного оточення.

## Географія
На території італійської Швейцарії проживає близько 350 тисяч осіб, що становить понад 6 відсотків від загальної чисельності швейцарців. Загальна площа — 3 872,8 км2. Більша частина носіїв італійської мови зосереджена в кантоні Тічино, а також Граубюнден у долинах Брегалья, Каланка, Месольчина та Поск'яво, а також в місцевості Бівіо.

### Основні центри
Основні центри в кантоні Тічино:
- Беллінцона — головне місто кантону, друге за чисельністю після Лугано;
- Лугано — науковий і культурний центр;
- Мендрізіо — головне місто однойменного округу;
- Локарно — місто поблизу Лаго-Маджоре, туристичний центр.

Основні центри в Граубюндені:
- Ровередо — комуна в окрузі Моеза;
- Поск'яво — комуна в окрузі Берніна;
- Брегалья — комуна в долині Брегалья;

## Історія
До 1798 року італійська Швейцарія включала також долину Вальтелліну, що географічно збігається з сучасною провінцією Сондріо. Після наполеонівських воєн італомовна частина конфедерації втратила великі території та значну частину населення.